# Norman Thagard
Norman Earl Thagard (* 3. Juli 1943 in Marianna, Bundesstaat Florida, USA) ist ein ehemaliger US-amerikanischer Astronaut. Er ist der erste Amerikaner, der mit einem russischen Raumschiff in den Weltraum flog.
Thagard besuchte die Paxon Senior High School in Jacksonville (Florida). 1965 erhielt er einen Bachelor und im Jahr darauf einen Master in Ingenieurwesen, beide von der Florida State University. Im Jahre 1966 verpflichtete er sich beim United States Marine Corps, wo er zum Marineflieger für die F4 Phantom ausgebildet wurde, mit der er im Vietnamkrieg 163 Kampfeinsätze flog. Seine militärische Laufbahn beendete er zugunsten der Raumfahrt als Captain mit einer Flugerfahrung von mehr als 2200 Flugstunden.

## Astronautentätigkeit
Im Januar 1978 wurde Thagard von der NASA als Astronautenanwärter ausgewählt und anschließend zum Missionsspezialisten ausgebildet.

### STS-7
Am 18. Juni 1983 startete Thagard mit der Raumfähre Challenger zu seinem ersten Flug ins All. Es war die erste Mission mit einer fünfköpfigen Besatzung. Während des sechstägigen Flugs wurden die Satelliten ANIK C-2 und PALAPA B-1 ausgesetzt. Außerdem wurde zum ersten Mal mit dem Roboterarm (RMS) die Forschungsplattform SPAS-01 ausgesetzt und wieder eingefangen. STS-7 war der erste Flug einer amerikanischen Frau (Sally Ride) ins Weltall.

### STS-51-B
Am 29. April 1985 flog Thagard erneut mit der Raumfähre Challenger in den Weltraum. Die Nutzlast der Mission bestand aus dem Spacelab der Europäischen Weltraumorganisation (ESA). Mitgeführt wurden 15 Experimente, vor allem zur Untersuchung von Flüssigkeiten und Werkstoffen im schwerelosen Raum. Für biologische Untersuchungen waren zudem zwei Affen und 24 Nagetiere an Bord. 14 Experimente konnten erfolgreich durchgeführt werden. Außerdem wurde der Wissenschaftssatellit NUSAT ausgesetzt.

### STS-61-G
STS-61-G wäre eine Mission der Raumfähre Atlantis im Mai 1986 gewesen, wurde aber nach dem Challenger-Unglück abgesagt. Dabei hätte die Raumsonde Galileo ins All gebracht werden sollen. Als Besatzung waren David Walker, Ronald Grabe, Norman Thagard und James van Hoften eingeplant.

### STS-30
Am 4. Mai 1989 flog Thagard mit der Raumfähre Atlantis ins All. Nutzlast war die Venussonde Magellan, die mit einer IUS-Oberstufe in Richtung Venus beschleunigt wurde. STS-30 war die erste Mission, bei der das Space Shuttle dazu genutzt wurde, eine interplanetare Raumsonde zu starten.

### STS-42
Am 22. Januar 1992 startete Thagard als Nutzlastkommandant der Discovery ins All. In der Nutzlastbucht des Space Shuttles befand sich das Mikrogravitationslabor IML-1. Das Spacelab-Modul enthielt Experimente, um die komplexen Effekte der Schwerelosigkeit auf lebende Organismen und andere Materialien zu erforschen. Um Experimente rund um die Uhr durchführen zu können, arbeitete die Besatzung im Schichtbetrieb. Thagard bildete zusammen mit den Astronauten Grabe, Oswald und Bondar das blaue Team, während Hilmers, Readdy und der Deutsche Ulf Merbold das rote Team bildeten.

### Aufenthalt auf der Mir
Am 14. März 1995 machte sich Thagard an Bord des russischen Raumschiffs Sojus TM-21 auf den Weg zur Raumstation Mir. Dort war er Mitglied der 18. Stammbesatzung (MIR EO-18) der Mir. 28 Experimente wurden während seines 115-tägigen Aufenthalts im Weltraum durchgeführt. Am 7. Juli 1995 landete Thagard mit der Raumfähre Atlantis (STS-71) auf dem Kennedy Space Center.

## Privates
Norman Thagard und seine Frau Rex Kirby haben drei Söhne.